# We're Not Gonna Take It
"We’re Not Gonna Take It" é uma canção da banda norte-americana de heavy metal Twisted Sister, lançada oficialmente em meados de 1984 como primeiro single de seu terceiro álbum de estúdio, Stay Hungry. O single alcançou a 21ª posição na parada de singles da Billboard Hot 100, tornando-se o único Top 40 do Twisted Sister. Além disso, é também o single mais vendido da banda nos Estados Unidos, tendo ganhado certificação de ouro em 3 de junho de 2009 por vendas de mais de 500.000 unidades. A canção foi classificada na posição 47 em 100 Greatest 80's Songs e na posição 21 no 100 Greatest One Hit Wonders dos anos 80. A canção foi escrita inteiramente pelo vocalista Dee Snider. Como influências para a música, ele cita a banda de glam rock Slade e a canção natalina "O Come, All Ye Faithful". O final da música usa versos do personagem Douglas C. Niedermeyer no filme Animal House. Além disso, Mark Metcalf, que interpretou Niedermeyer, estrela o vídeo.
A série True Spin do VH1 explica a música simplesmente como um hino da rebelião adolescente, mas Snider apareceu dizendo que estava feliz por muito tempo depois de ter partido, a qualquer momento que o time está abaixo de dois, ou alguém teve um dia ruim no escritório, eles vão se levantar e cantar "We’re Not Gonna Take It". A canção já foi regravada por vários artistas, inclusive, em 2016, Dee Snider deu ao mágico Criss Angel os direitos de usar a música como um "hino" para sua instituição de caridade HELP (Heal Every Life Possible). "Dee e eu nos conhecemos desde a década de 1990 e ele foi um forte defensor meu durante anos. Ambos somos de Long Island, ou, como gostamos de pensar, 'Strong Island' e sua editora discográfica me deram os direitos da música e é o nosso hino gratuitamente". Snider apareceu em um vídeo de uma versão acústica simplificada para a caridade, gravada no deserto fora de Las Vegas e apresentando crianças hospitalizadas e uma jovem raspando a cabeça para simbolizar a luta contra o câncer.

## Videoclipe
O videoclipe foi dirigido por Marty Callner com ênfase na comédia pastelão. O vídeo começa com um filho desobediente (interpretado pelo filho de Callner, Dax) tocando músicas do Twisted Sister em seu quarto enquanto o resto da família está jantando. O pai, "Douglas C." (interpretado por Mark Metcalf como um personagem semelhante ao seu Douglas C. Niedermeyer do filme Animal House de 1978), vai ao quarto do menino e o repreende por estar interessado apenas em sua Guitarra e Twisted Sister. 
No final do discurso, ele grita "O que você quer fazer da sua vida?", ao que o filho responde "I Wanna Rock!", então ele dedilha sua guitarra e o som explode o pai de uma janela próxima. O menino se transforma em Dee Snider, e a música começa. Snider canta para as outras crianças, que se transformam no resto da banda, e eles causam estragos. O pai fica com o pior das travessuras da banda, enquanto tenta repetidamente (e não consegue) se vingar dos membros da banda.

## Desempenho nas tabelas musicais
| Tabela musical (1984)              | Melhor posição |
| ---------------------------------- | -------------- |
| Austrália (Kent Music Report)      | 6              |
| Estados Unidos (Billboard Hot 100) | 21             |
| Canadá (RPM)                       | 5              |
| Nova Zelândia (Recorded Music NZ)  | 2              |
| Suécia (Sverigetopplistan)         | 10             |

## Créditos
- Dee Snider - vocais principais
- Eddie "Fingers" Ojeda - guitarra principal, backing vocal
- Jay Jay French - guitarra base, backing vocals
- Mark "The Animal" Mendoza - baixo, backing vocals
- A.J. Pero - bateria, percussão